# Lijst van musea in Zeeland
Dit is een lijst van musea in Zeeland.

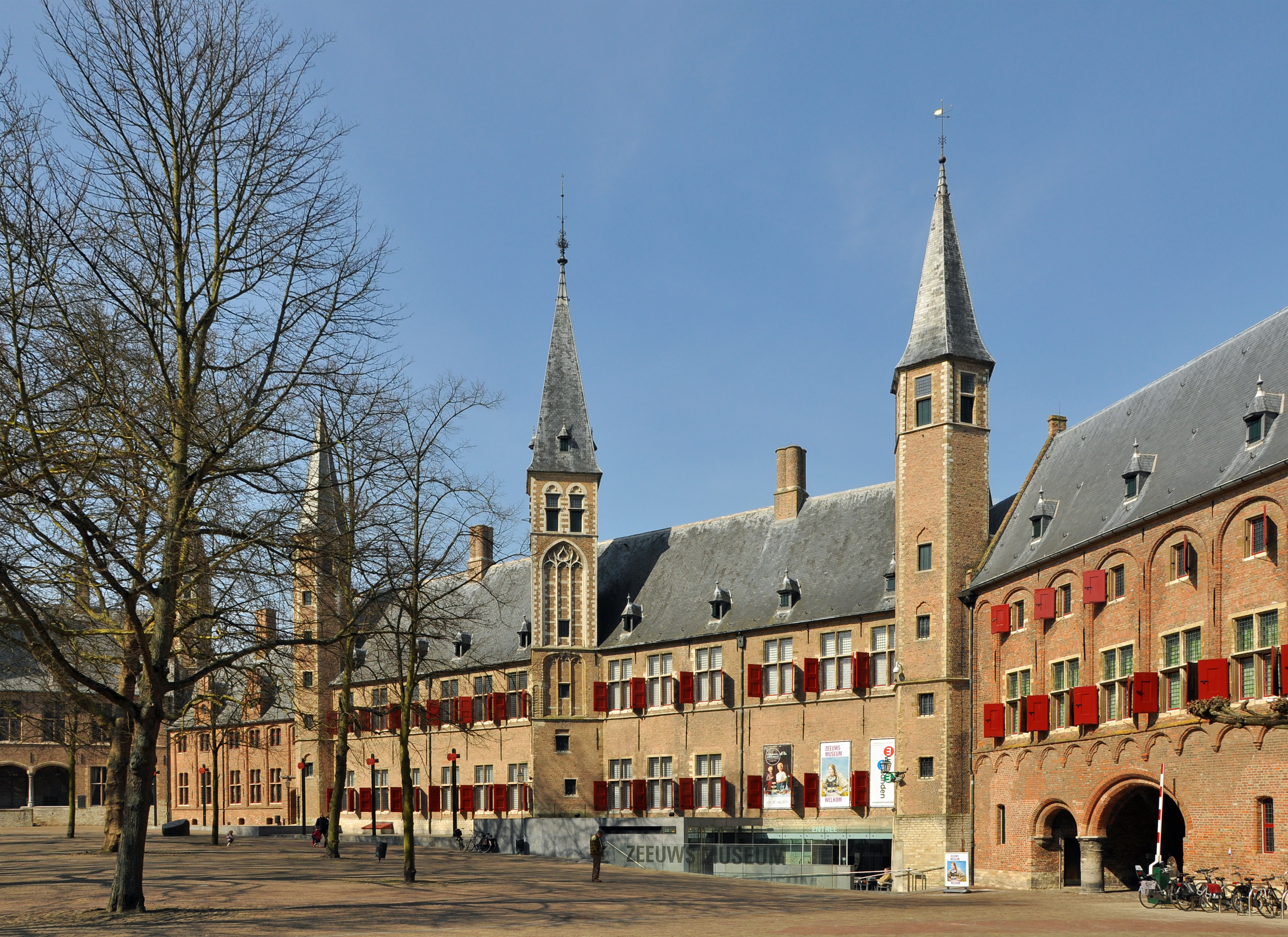
Zeeuws Museum Middelburg

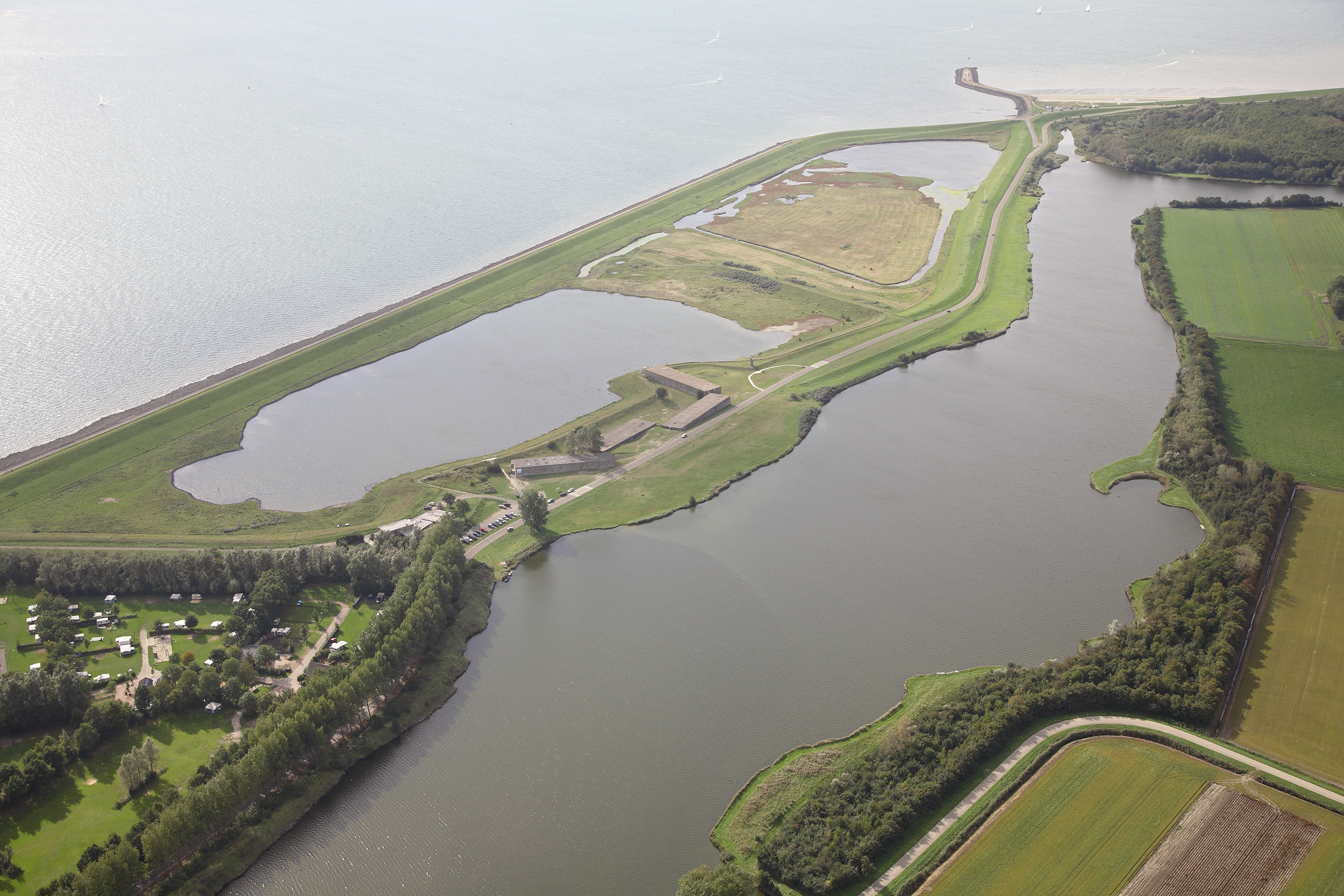
Watersnood Museum Ouwerkerk

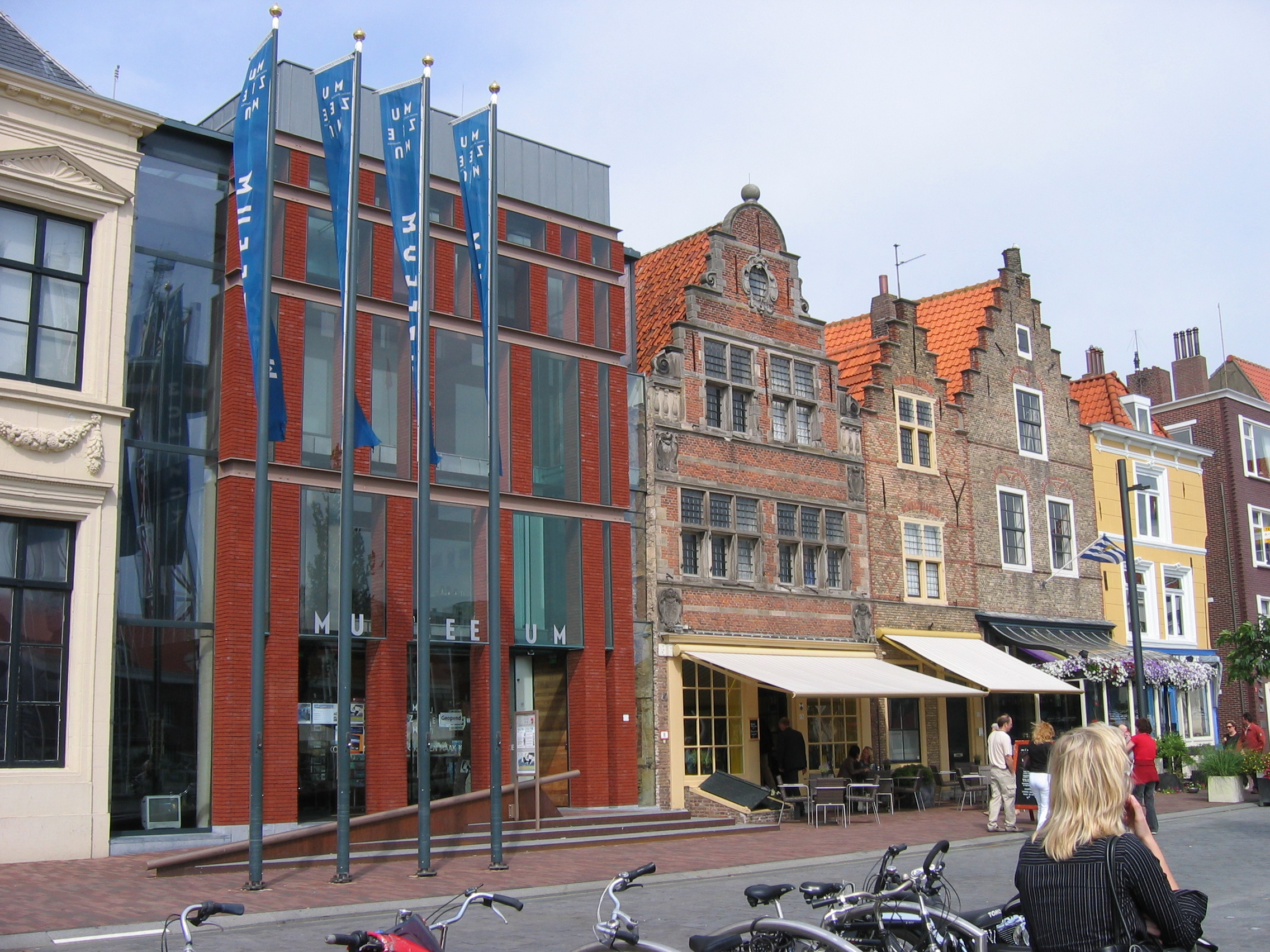
Zeeuws maritiem muZEEum

## Musea

### Aardenburg
- Cultuurforum Aardenburg

### Arnemuiden
- Gyrocopter Aviation Museum (tot 2020)
- Historische Scheepswerf C.A. Meerman
- Museum Arnemuiden

### Axel
- Oorlogsmuseum Gdynia
- Museum Het Warenhuis
- Witte`s Museum voor Fotografie en Radio

### Biggekerke
- Zeeuwse Schuur Museum

### Breskens
- Visserijmuseum

### Brouwershaven
- Brouws Museum

### Bruinisse
- Visserijmuseum Bruinisse - Brusea
- Oudheidkamer Bruinisse - Brusea

### Burgh-Haamstede
- Brilmuseum Ogen Tekort (tot 2017)
- Museum de Burghse Schoole

### Cadzand
- Fotografica museum 'Ter Bekijks'

### Colijnsplaat
- Solexmuseum

### Domburg
- Marie Tak van Poortvliet Museum

### Dreischor
- Streek- en landbouwmuseum Goemanszorg

### Goes
- Historisch Museum De Bevelanden
- Museum Stoomtrein Goes-Borsele

### Groede
- Het Vlaemsche Erfgoed

### 's-Heer Abtskerke
- Hoeve Van der Meulen

### Hoedekenskerke
- De Buffer
- 't Wienkeltje van Wullempje

### Hulst
- Museum Hulst

### IJzendijke
- Museum Het Bolwerk

### Kapelle
- Fruitteeltmuseum
- Memorial 40-45 Kapelle

### Koewacht
- Vlasmuseum 't Vlasschuurken

### Koudekerke
- Museum Le Secet

### Meliskerke
- Zijdemuseum (tot 2013)

### Middelburg
- Hans Lipperhey Museum
- Sjakie's Chocolade Museum
- Vleeshal
- Zeeuws Archief
- Zeeuws Museum

### Neeltje Jans
- Deltapark Neeltje Jans
- Informatiepunt Nationaal Park Oosterschelde

### Nieuw-Namen
- Bezoekerscentrum Saeftinghe

### Nieuwdorp
- Bevrijdingsmuseum Zeeland

### Nieuwvliet
- MuseumHuis 1912

### Nisse
- Trekkermuseum Nisse

### Oostburg
- Oorlogsmuseum Switchback

### Oostkapelle
- Terra Maris

### Ouwerkerk
- Watersnoodmuseum

### Poortvliet
- Fietsmuseum Vieux Vélo (gesloten)

### Renesse
- Blikmuseum De Blikvanger

### Sas van Gent
- Industrieel Museum Zeeland
- Museum Oud Electro

### Serooskerke Walcheren
- Het oude Brandspuithuis

### Sint-Annaland
- Streekmuseum de Meestoof

### Sint-Maartensdijk
- De Oranjekamer Historisch Museum

### Sluis
- Belfort van Sluis
- Bizarium

### Sluiskil
- Museum Sluiskil

### Terneuzen
- Museum Schooltijd

### Veere
- Museum De Schotse Huizen (tot 2015)
- Museum Veere
- Stadhuismuseum De Vierschaar (tot 2013)

### Vlissingen
- Het Arsenaal (tot 2021)
- Kinderwagenmuseum (tot 2020)
- Museumschip Mercuur
- Museum Scheldewerf
- Panorama Walcheren
- Reptielenzoo Iguana
- Zeeuws maritiem muZEEum

### Vrouwenpolder
- Boerderijmuseum 't Hof Veldzicht

### Westdorpe
- Museum Oud Westdorpe

### Westkapelle
- Polderhuis Westkapelle Dijk- en Oorlogsmuseum

### Yerseke
- OosterscheldeMuseum

### Zaamslag
- Minox Museum (tot 2022)
- Schelpenmuseum Zaamslag

### Zierikzee
- Cameramuseum
- Museumhaven Zeeland
- Stadhuismuseum Zierikzee

### Zoutelande
- Bunkermuseum Zoutelande